# Dalton (Georgia)
Dalton település az Amerikai Egyesült Államok Georgia államában, Whitfield megyében, melynek megyeszékhelye is. Lakosainak száma 34 417 fő (2020. április 1.).

## Népesség
A település népességének változása:

| 2010 | 33 128 |
| 2020 | 34 417 |